# Preußling
Preußling (oberfränkisch: Praissling) ist ein Gemeindeteil der Gemeinde Prebitz im Landkreis Bayreuth (Oberfranken, Bayern). Preußling liegt in der Gemarkung Prebitz.

## Lage
Der Weiler liegt auf freier Flur auf einer Hochebene. Eine Gemeindeverbindungsstraße führt nach Engelmannsreuth zur Kreisstraße BT 20 (1,7 km südöstlich) bzw. nach Neuhof zur Staatsstraße 2184 (2 km nördlich). Eine weitere führt nach Altencreußen zur BT 20 (1,4 südlich).

## Geschichte
Der Ort wurde nach 1396/99 als „Preuczling“ erstmals urkundlich erwähnt. Die Bedeutung des Ortsnamens ist unklar. In der Fraisch unterstand der Ort dem brandenburg-bayreuthischen Kasten- und Stadtvogteiamt Creußen. Von 1791/92 bis 1810 unterstand Preußling dem preußische Justiz- und Kammeramt Pegnitz.
Mit dem Gemeindeedikt (frühes 19. Jahrhundert) wurde Preußling dem Steuerdistrikt Losau und der Ruralgemeinde Prebitz zugewiesen.